# Paradigalla
Paradigalla es un género de aves paseriformes de la familia Paradisaeidae. Incluye varias especies de aves del paraíso propias de las selvas de Nueva Guinea e islas adyacentes.

## Especies
Se reconocen las siguientes según IOC:
- Paradigalla carunculata Lesson, 1835
- Paradigalla brevicauda Rothschild & Hartert, 1911